# Nicholas Santos
Nicholas Araújo Dias dos Santos (* 14. Februar 1980 in Ribeirão Preto, Bundesstaat São Paulo) ist ein brasilianischer Delfin- und Freistilschwimmer, einer der erfolgreichsten Schwimmsportler des Landes nach seinem sieben Jahre jüngeren Landsmann und Freistil-Kollegen César Cielo.

## Werdegang
Santos krönte seine lange Schwimmerkarriere mit einem Weltmeistertitel über 50 Meter Delfin in 22,20 Sekunden bei den Kurzbahnweltmeisterschaften in Istanbul im Sinan Erdem Dome am 14. Dezember 2012. Dabei verwies er Chad le Clos (Südafrika, 22,26) und Tom Shields (USA, 22,46 s) auf die Plätze. Die aus der Zeit der hautengen, knöchellangen und den Auftrieb fördernden Anzügen stammende Weltbestzeit Steffen Deiblers verfehlte er dabei zwar um 40 Hundertstelsekunden, stellte aber die Kurzbahn-WM-Bestzeit des Venezolaners Albert Subirats aus dem Jahr 2010 ein.
Eine Silbermedaille über dieselbe Strecke errang er bei den Schwimmweltmeisterschaften 2015 in Kasan in 23,09 s hinter Florent Manaudou (22,97 s) und vor den zeitgleichen László Cseh und Konrad Czerniak (23,15 s).
Aufs Siegerpodest durfte Santos auch bei der Sommer-Universiade 2007 in Bangkok klettern. Im selben Jahr gewann er in Rio de Janeiro die 100 m Kraul bei den Panamerikanischen Spielen und belegte auf derselben Veranstaltung auf der kurzen Sprintdistanz den zweiten Platz. Panamerika-Gold gab es zudem 2011 im mexikanischen Guadalajara mit der 4 × 100-m-Freistilstaffel Brasiliens.
Nicholas Santos gehörte auch zum brasilianischen Olympiaaufgebot in Peking.

### Dopingverdacht 2011
2011 geriet Santos mit drei anderen brasilianischen Schwimmern unter Verdacht des missbräuchlichen Gebrauchs des Maskierungsmittels Furosemid.
Vom brasilianischen Verband CBDA wurde er daraufhin verwarnt und nicht gesperrt, weil verunreinigte Nahrungsergänzungsmittel die Ursache waren. Die FINA brachte den Fall vor den Internationalen Sportgerichtshof, der diese Entscheidung bestätigte.